# Lycée Lê Quý Đôn
Pour les articles homonymes, voir Le Quy Don (homonymie).
Le lycée Lê Quý Đôn, en vietnamien Trường Trung học Phổ thông Lê Quý Đôn (Trường THPT Lê Quý Đôn), est un lycée de Ho-Chi-Minh-Ville.

## Histoire

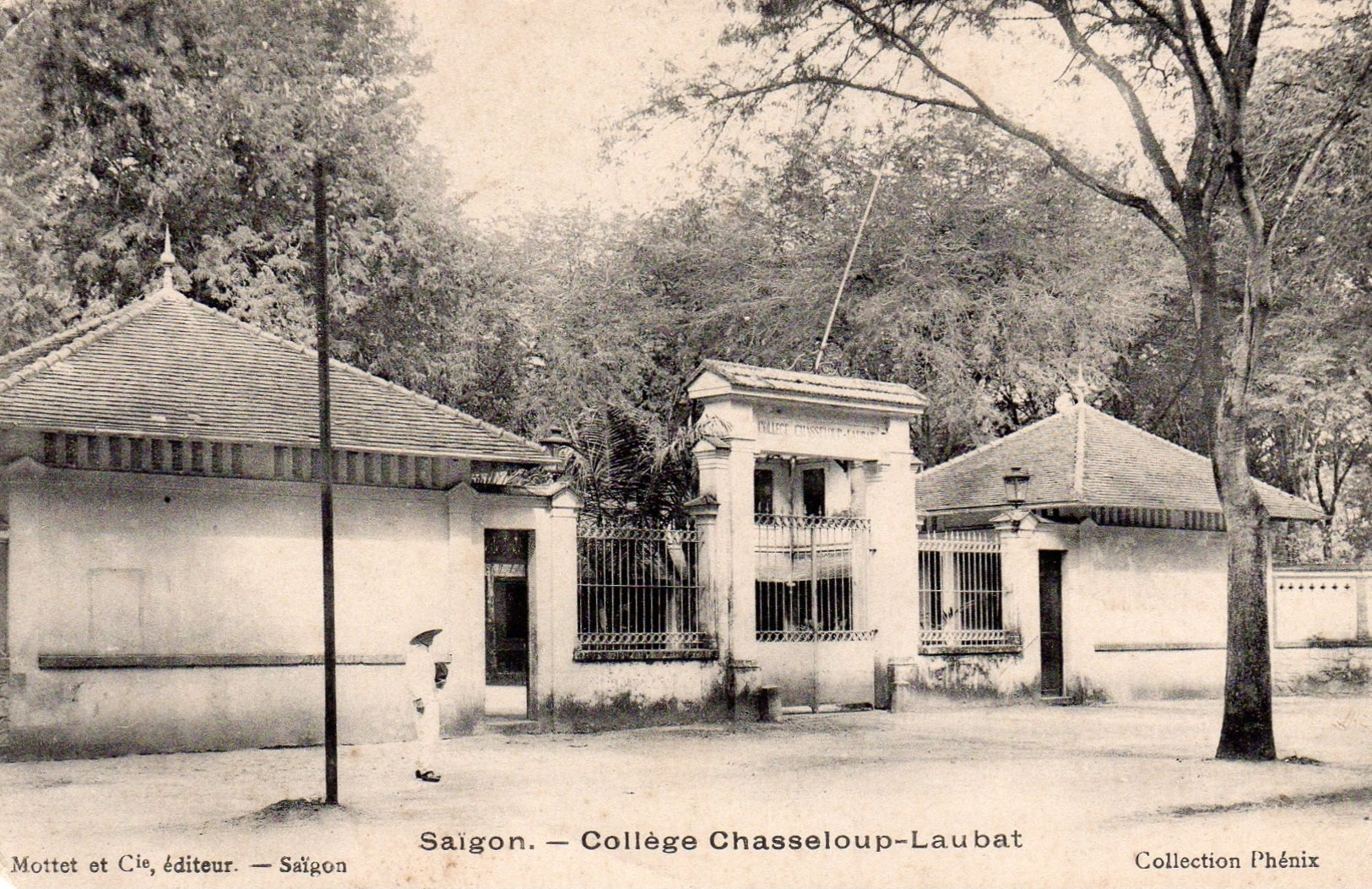
Collège Chasseloup-Laubat sur une carte postale ancienne.

L'administration française d'Indochine fonde à Saïgon en 1874 le collège Indigène, rue Chasseloup-Laubat (maintenant Nguyễn Thị Minh Khai), à proximité de l'intersection avec la rue de l'Impératrice (Nam Kỳ Khởi Nghĩa). En 1877, l'école est renommée collège Chasseloup-Laubat, puis en 1927 lycée Chasseloup-Laubat, en l'honneur de Prosper de Chasseloup-Laubat.
Au départ, l'établissement est réservé aux enfants de colons. Un quota de 20 % d'autochtones est par la suite instauré, à condition qu'ils aient la nationalité française ou passent un examen spécial.
En 1958, après le départ de l'administration coloniale, le lycée est encore sous administration française et prend le nom de lycée Jean-Jacques Rousseau. En 1970, le ministre de l'Éducation de la république du Viêt Nam décide de rebaptiser le lycée du nom du philosophe et poète Lê Quý Đôn (1726-1784), une statue de ce dernier étant installée dans la cour.

## Anciens élèves célèbres
- Lê Văn Trung
- Marguerite Duras (1928)
- Thai Lap Thanh
- Trinh Xuan Thuan

## Dans les œuvres de fiction
Le lycée figure dans le film L'Amant de Jean-Jacques Annaud (1984) mais le lieu utilisé pour le tournage est en fait le lycée Pétrus Ký (Lê Hồng Phong).